# Baby Shark
"Baby Shark" é uma canção infantil que fala sobre uma família de tubarões. Sendo muito popular como canção de fogueira, ficou conhecida em 2016, quando a Pinkfong, uma empresa de educação sul-coreana, a transformou em um vídeo que se tornou viral através das redes sociais, vídeos e também no rádio. A versão de Pinkfong se tornou o vídeo mais visualizado no YouTube de todos os tempos em novembro de 2020, com mais de 8 bilhões de visualizações. É também o primeiro vídeo da história a chegar a essa marca, e, atualmente, já passou das 13 bilhões de visualizações.

## Origens e história

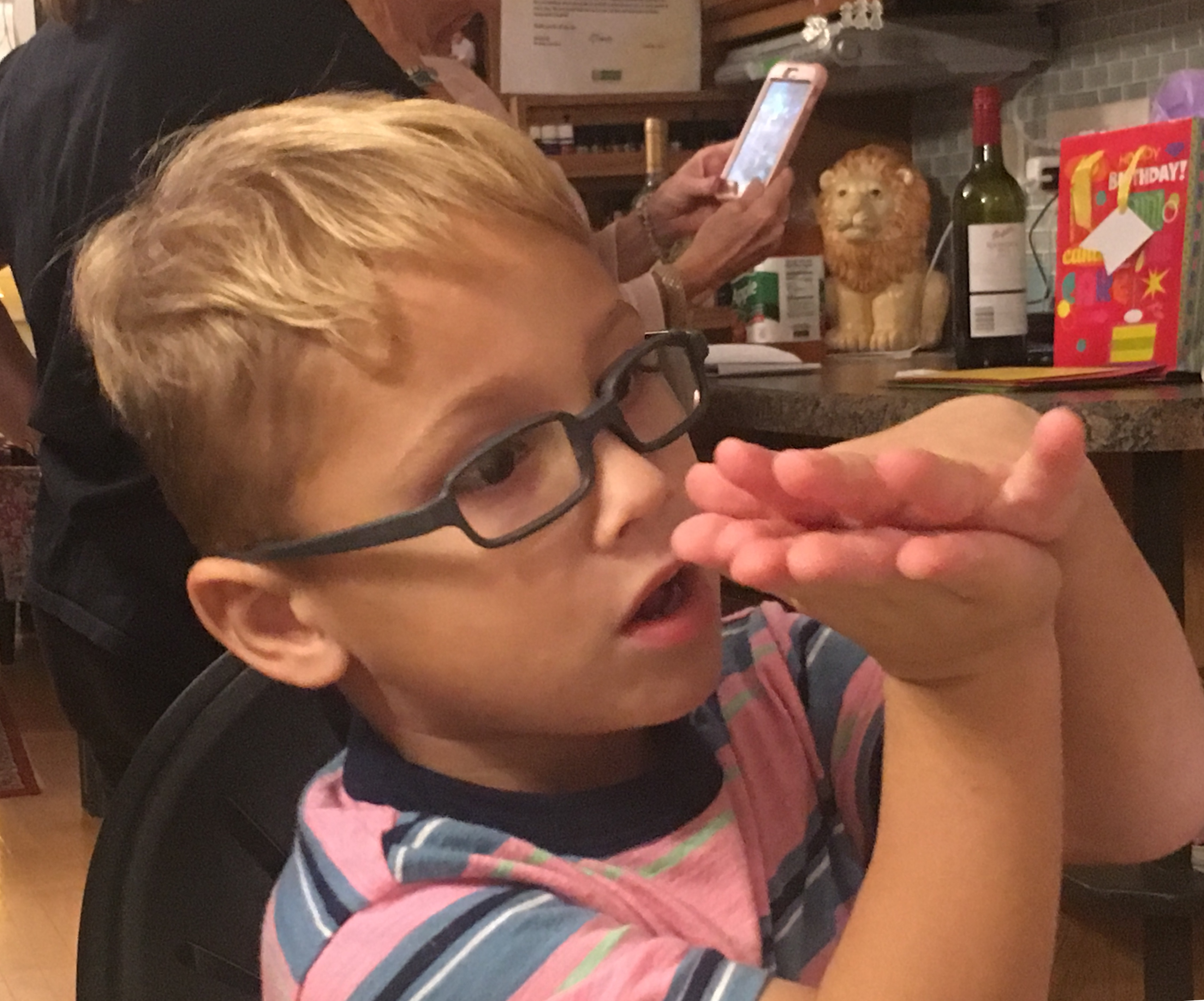
Foto de 2018 de um menino de quatro anos fazendo a dança "Baby Shark"

"Baby Shark" surgiu como uma canção ou canto de fogueira. Alguns autores mencionaram os mitos tradicionais como base, outras origens do acampamento no século XX, e alguns dizem que foi uma invenção dos conselheiros do acampamento inspirados no filme Tubarão. Ela se tornou uma canção de fogueira na qual cada membro de uma família de tubarões faz movimentos de mão diferentes. Versões diferentes da música mostram os tubarões caçando peixes, comendo um marinheiro ou matando pessoas, que então vão para o céu.
Várias entidades protegeram os vídeos originais e as gravações de som da música, e algumas registraram mercadorias baseadas em suas versões; porém, segundo o jornal The New York Times, a música e seus personagens podem ser de domínio público.

## Versão de Alemuel
Uma versão dance de "Baby Shark" se tornou popular no YouTube em 2007, no vídeo "Kleiner Hai" (versão em alemão para Little Shark) e publicado por Alexandra Müller, também conhecida por seu nome artístico Alemuel. Esta versão tem como tema Tubarão e fala sobre um tubarão bebê que cresce e come um nadador. O vídeo rapidamente ganhou popularidade, e a gravadora EMI lhe garantiu um contrato e lançou a música acompanhada por batidas disco em 30 de maio de 2008. O single atingiu o 25º lugar nas paradas alemãs e o 21º lugar nas paradas austríacas. Com base no single e no vídeo original, a comunidade do YouTube resolveu criar um videoclipe popular. A versão alemã da canção continua sendo popular entre os jovens alemães e várias versões (também em diferentes dialetos do alemão) foram publicadas.

## Versão de Johnny Only
Johnny Only, um artista infantil que mora em Upstate New York, era um DJ em um acampamento infantil e os conselheiros executavam bastante a música com seus campistas, fazendo os gestos com as mãos e passando por cada verso. Quando "Baby Shark" foi apresentada, os campistas ficaram engajados e animados, e logo depois de se tornar um artista infantil em tempo integral, ele lançou sua própria versão. Esta versão foi lançada em 2011, cinco anos antes de outra versão de "Baby Shark" fazer sucesso mundialmente.

## Versão de Pinkfong
A canção "Baby Shark" ficou ainda mais popular através de um vídeo produzido pela Pinkfong, uma marca educacional da startup de mídia sul-coreana SmartStudy. O vídeo original de "Baby Shark" (hangul: 상어 가족; rr: Sang-eo Gajok) foi publicado em 26 de novembro de 2015. Todos os vídeos relacionados à música da Pinkfong atingiram cerca de 5 bilhões de visualizações em janeiro de 2020, tornando-se o vídeo educacional mais visto de todos os tempos. O mais popular desses vídeos, "Baby Shark Dance", foi postado em 17 de junho de 2016 e viralizou em 2017. Em 2 de novembro de 2020, quatro anos depois de ser postado, ele se tornou o vídeo do YouTube mais visto de todos os tempos, ultrapassando "Despacito", do cantor porto-riquenho Luis Fonsi, com 7,04 bilhões de visualizações. Em 21 de dezembro de 2020, ele se tornou o primeiro vídeo do YouTube a ultrapassar 7,5 bilhões de visualizações. Em 3 de fevereiro de 2021, "Baby Shark Dance" teve mais visualizações do que toda a população humana da Terra, de acordo com várias estimativas.
Esta versão da canção foi interpretada pela cantora coreana-americana Hope Segoine, na época com 10 anos. O videoclipe apresentava dois atores infantis, sendo um deles a atriz infantil Elaine Johnston, uma neozelandesa de 9 anos de descendência escocesa.
A canção começa com compassos da Sinfonia No. 9 de Antonín Dvořák, com os quais a música do filme Tubarão se parece, e apresenta uma família de tubarões que caça um cardume de peixes que foge em segurança. Tornou-se um vídeo viral na Indonésia em 2017 e, durante o ano, chegou a outros países asiáticos, principalmente os do sudeste asiático. O aplicativo móvel relacionado entrou para a lista dos 10 mais baixados na categoria de aplicativos familiares na Coreia do Sul, Bangladesh, Cingapura, Hong Kong e Indonésia em 2017.
Em 2 de novembro de 2020, o mais popular vídeo da canção "Baby Shark" (intitulado "Baby Shark Dance"), postado em 17 de junho de 2016, teve mais de 7 bilhões de visualizações mundialmente, se tornando o vídeo mais visualizado no YouTube. "Baby Shark" entrou na Billboard Hot 100 na posição 32 durante a semana de 7 de janeiro de 2019.
Devido à sua popularidade, esta versão da música gerou uma mania de dança online (às vezes chamada de Baby Shark Challenge), ao mesmo tempo que é considerada "a próxima grande novidade após o sucesso de 'Gangnam Style' ". Vários grupos de K-pop, incluindo Blackpink e Red Velvet, divulgaram ainda mais a música através de música e dança, participando de programas de TV e shows. A música começou a se tornar viral no mundo ocidental em agosto de 2018.
Em 2019, foi anunciado que "Baby Shark" seria adaptado para Big Show do Baby Shark!, uma série animada de televisão voltada para crianças em idade pré-escolar. A SmartStudy (dona da marca Pinkfong) fechou uma parceria com a Nickelodeon, onde o programa estreou em dezembro de 2020, nos Estados Unidos. Na Coreia do Sul, o Sistema de Transmissão Educacional (EBS) exibe o desenho animado.

### Controvérsias
Enquanto a versão em inglês menciona apenas membros da família do tubarão, a versão coreana diz que o tubarão mamãe é "bonito", o tubarão papai é "forte", o tubarão vovó é "gentil" e o tubarão vovô é "legal". Em janeiro de 2018, o jornal sul-coreano Kyunghyang Shinmun publicou uma matéria de primeira página condenando essas letras como sexistas.
Em maio de 2018, o Partido Coreia Liberdade começou a usar "Baby Shark" para promover seus candidatos, levando a SmartStudy a entrar com um processo judicial por violação de direitos autorais. Antes disso, o partido entrou em contato com o animador infantil americano Johnny Wright (também conhecido como Johnny Only) para perguntar sobre a permissão, já que ele fez uma versão semelhante em 2011. Ele ouviu uma versão de "Baby Shark" 20 anos antes e decidiu fazer uma versão infantil sem qualquer imagem violenta da música, em vez de se concentrar na família. "Fui o primeiro a fazer isso", disse ele à Canadian Broadcasting Corporation. "E a versão de Pinkfong praticamente faz o mesmo." Ele contratou um advogado coreano especialista direitos autorais e o caso está nos tribunais coreanos.
Em julho de 2019, as autoridades em West Palm Beach, na Flórida, foram criticadas por tocarem "Baby Shark" durante a noite fora do Waterfront Lake Pavilion para reprimir os sem-teto
Em outubro de 2020, dois ex-oficiais de detenção e um supervisor em uma prisão de Oklahoma foram acusados de crimes de crueldade contra um prisioneiro e conspiração por torturar presos, forçando-os a ouvir a música em volume alto por muito tempo.

### Legado
Em julho de 2019, a Kellogg's anunciou uma parceria com a Pinkfong para lançar o cereal Baby Shark, uma versão com sabor de frutas silvestres do Froot Loops com marshmallows adicionados. Ele chegou às lojas Sam's Club em 17 de agosto e ao Walmart no final de setembro.
Em outubro de 2019, um musical de 75 minutos baseado na música e nos personagens de Pinkfong, intitulado Baby Shark Live, estreou no Spartanburg Memorial Auditorium em Spartanburg, na Carolina do Sul. Nessa época, a Pinkfong também estava comercializando uma ampla linha de mercadorias inspiradas em sua música e no vídeo, incluindo roupas, roupas de cama, brinquedos e equipamentos de pesca.
"Baby Shark" apareceu na mídia em filmes e videogames. Em 2019 e 2020, a música foi executada no The Angry Birds Movie 2 e Rubber e também no Just Dance 2020. No ano seguinte, a Pinkfong fez parceria com a empresa Bushiroad para incluir "Baby Shark" no servidor inglês do BanG Dream! Girls Band Party! de 27 de março a 17 de abril.
Em março de 2020, a Pinkfong lançou uma nova versão interativa da música para incentivar as crianças a lavar as mãos durante a pandemia de COVID-19.

### Paradas

#### Paradas semanais
| Parada (2018–2020)                             | Posição |
| ---------------------------------------------- | ------- |
| Australia Streaming Audio Visual Tracks (ARIA) | 40      |
| Canadá (Canadian Hot 100)                      | 39      |
| Escócia (OCC)                                  | 12      |
| França (SNEP)                                  | 162     |
| Irlanda (IRMA)                                 | 22      |
| New Zealand Hot Singles (RMNZ)                 | 39      |
| Sweden Heatseeker (Sverigetopplistan)          | 9       |
| UK Singles (OCC)                               | 6       |
| US Billboard Hot 100                           | 32      |
| US Kid Digital Songs (Billboard)               | 1       |
| US LyricFind Global (Billboard)                | 1       |
| US Rolling Stone Top 100                       | 58      |

#### Paradas de fim de ano
| Chart (2019)              | Posição |
| ------------------------- | ------- |
| Canadá (Canadian Hot 100) | 85      |
| UK Singles (OCC)          | 48      |
| US Billboard Hot 100      | 75      |

| Parada (2020)    | Posição |
| ---------------- | ------- |
| UK Singles (OCC) | 72      |

### Certificações
| Região                                              | Vendas       |
| Itália (FMI)                                        | +35.000*     |
| Reino Unido (BPI)                                   | +1.200.000*  |
| Estados Unidos (RIAA)                               | +11.000.000* |
| --------------------------------------------------- | ------------ |
| *Vendas e streaming baseados apenas na certificação |              |

### Dueto Baby Shark

#### Paradas semanais
| Parada (2019-2020)       | Posição |
| ------------------------ | ------- |
| US Rolling Stone Top 100 | 73      |

## Outras performances
Em setembro de 2018, Ellen DeGeneres lançou sua própria versão da música no The Ellen DeGeneres Show e James Corden apresentou uma versão no The Late Late Show com James Corden. A música foi tocada no The X Factor no início de dezembro de 2018 após ser solicitada pelo filho de quatro anos de Simon Cowell, Eric. A música também foi cantada no programa X Faktorius, da Lituânia, pelo participante Lukas Zazeckis,de 16 anos, além de ter sido usada no comercial da Shopee no sudeste da Ásia.
A drag queen e participante do RuPaul's Drag Race Yvie Oddly fez uma dublagem da música ao vivo, incluindo uma coreografia inspirada no voguing.
O jogador de beisebol Gerardo Parra, do Washington Nationals, após descobrir a música por meio de sua filha, adotou-a como música para energizar o time em queda em 19 de junho de 2019. O tema fez sucesso tanto entre os companheiros de time quanto entre os torcedores, que usavam as palmas de tubarão sempre que o Nationals fazia uma rebatida e, eventualmente, em todas as tentativas do Parra; os fãs também começaram a se fantasiar de tubarão para ir ao estádio. Um tubarão bebê empalhado foi visto preso na grade do abrigo durante a National League Championship Series 2019, na qual o Nationals venceu o St. Louis Cardinals. A mania culminou com o Nationals derrotando o Houston Astros em sete jogos para vencer a Série Mundial de 2019, e a conexão era tal que a Banda da Marinha cantou a música durante a visita comemorativa da equipe à Casa Branca.
O jogador de dardos Mikuru Suzuki usou a música como sua música de entrada.
A música também foi executada por manifestantes antigovernamentais no Líbano durante os protestos de 2019-20.
A popular banda australiana de música infantil The Wiggles lançou uma versão da música em março de 2020.

## Outras mídias
Em novembro de 2019, um livro infantil baseado nos personagens da Pinkfong começou a ser comercializado pela HarperCollins, enquanto cinco livros infantis não licenciados oferecidos pela Scholastic Corporation venderam mais de um milhão de cópias.

### Baby Shark's Big Show!
Baby Shark's Big Show! (hangul: 아기상어: 올리와 윌리엄) é uma série animada de televisão coreano-americana baseada na música "Baby Shark", da empresa sul-coreana Pinkfong. A SmartStudy, dona da Pinkfong, produz o programa em parceria com a Nickelodeon Animation Studio, dos Estados Unidos.
Na Coreia do Sul, Baby Shark's Big Show! estreou na Educational Broadcasting System (EBS) em 25 de dezembro de 2020. Nos Estados Unidos, estreou na Nickelodeon em 11 de dezembro de 2020.

### Produção
Em 7 de junho de 2020, a Pinkfong anunciou o programa em seu perfil do Instagram. Em 25 de junho, as redes sociais do Nick Jr. postaram sobre o programa.

### Personagens
- Baby Shark (dublado por Kim Seo-yeong em coreano, Kimiko Glenn em inglês)
- William (dublado por Yeo Min-jeong em coreano, Luke Youngblood em inglês)
- Mommy Shark (dublado por Moon Nam-sook em coreano, Natasha Rothwell em inglês)
- Daddy Shark (dublado por Jeong Jae-heon em coreano, Eric Edelstein em inglês)
- Grandma Shark (dublado por Kim Eun-ah em coreano, Debra Wilson Skelton em inglês)
- Grandpa Shark (dublado por Kim Eun-ah em coreano, Patrick Warburton em inglês)

### Episódios
| Nº | Título                   | Data de estreia nos Estados Unidos | Data de estreia na Coreia do Sul | Código de produção | Espectadores nos Estados Unidos (milhões) |
| -- | ------------------------ | ---------------------------------- | -------------------------------- | ------------------ | ----------------------------------------- |
| 1  | "All I Want for Fishmas" | 11 de dezembro de 2020             | 25 de dezembro de 2020           | 101                | 0,72                                      |
| 2  | "Crumb of a Clue"        | 26 de fevereiro de 2021            | TBA                              | 101                | TBD                                       |
| 3  | "The Bunny Slug"         | 26 de fevereiro de 2021            | TBA                              | 102                | TBD                                       |
| 4  | "Operation Cool Quest"   | 26 de fevereiro de 2021            | TBA                              | 103                | TBD                                       |
| 5  | "No Time for Time Out"   | 26 de fevereiro de 2021            | TBA                              | 104                | TBD                                       |
| 6  | "Knock it Off"           | 26 de fevereiro de 2021            | TBA                              | 105                | TBD                                       |